# Helena Eugenia de Bulgaria
Helena (en búlgaro: Елена) fue la segunda esposa del emperador (zar) Iván Asen I de Bulgaria. Fue la madre del zar Iván Asen II.
Sus antecedentes son desconocidos. Se afirma a veces que fue una hija de Esteban Nemanja de Serbia, pero esta relación es discutible y habría causado varios impedimentos canónicos a los matrimonios entre sus descendientes. Helena se casó con Iván Asen I en 1183 a la edad de trece años.
Por su matrimonio con Iván Asen I, Helena tuvo al menos dos hijos:
1. Iván, zar de Bulgaria de 1218 a 1241
2. Alejandro, sebastocrátor, que murió después de 1232, Alejandro tuvo un hijo llamado Kalimán, que fue zar de Bulgaria en 1256

Después del asesinato de Iván Asen I en 1196, Helena se retiró a un convento bajo el nombre monástico de Eugenia (en búlgaro: Евгения).